# Söder, Huskvarna
Söder är en av de större stadsdelarna i Huskvarna. Området ligger söder om Huskvarna centrum och där finns bland annat Södergårdsskolan, vars skolbyggnader byggdes mellan åren 1911 och 1921, finns.